# 意大利國王

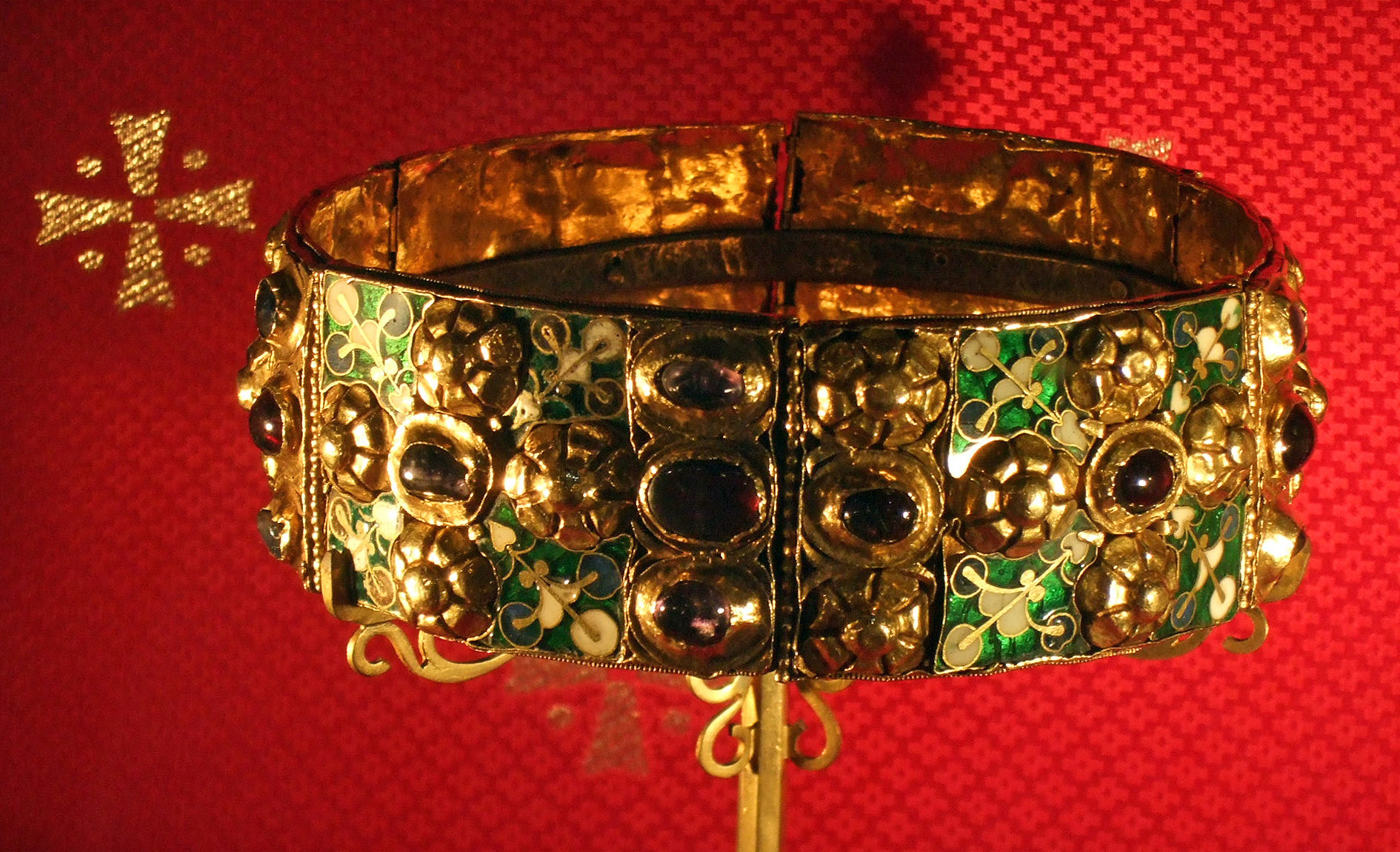
伦巴第的鐵王冠

意大利国王指任何拥有此头衔的君主。第一个得到此头衔的是5世纪晚期的奥多亚塞，一位蛮族的军事将领，随后在6世纪，东哥特王国国王延续了这一头衔。法兰克人于8世纪攻克意大利后，加洛林王朝重新使用了这一头衔，并在随后的整个中世纪中由神圣罗马帝国维持使用。最后一个使用此头衔的是16世纪的查理五世。在这些时期，头衔的持有者以鐵王冠加冕。
1805年至1814年期间，意大利王国被拿破仑一世短暂恢复。1861年之前，实际上没有一个统治者能统治整个意大利。

## 东哥特王國國王
476年，日耳曼人雇佣军长官奥多亚塞废黜最后一个西罗马帝国皇帝罗慕洛·奥古斯都，被东罗马皇帝芝诺封为意大利的统治者（dux Italiae），不久自称意大利国王（rex Italiae），但他仍然是东罗马帝国在罗马的行政官。
493年，东哥特人领袖狄奧多里克殺死統治者奥多亚塞，并在意大利创建了东哥特王国。
- 狄奧多里克：476年－526年
- 阿塔拉里克：526年－534年
- 狄奧达阿德（Thiudahad）：534年－536年
- 维蒂西斯（Vitigis）：536年－540年
- 伊尔迪巴德（Ildibad）：540年－541年
- 艾拉里克（Erareiks）：541年
- 巴杜伊拉（Baduila）：541年－552年
- 泰雅（Theias）：552年－553年

## 伦巴第国王
伦巴底人是侵入意大利的日耳曼人部落。第一位统治意大利地区的伦巴底人领袖是阿尔博因。

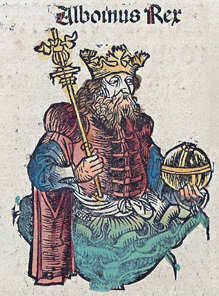
纽伦堡编年史（1493年）木版画上的阿尔博因

- 阿尔博因（565年－572年）
- 克莱夫（572年－574年）
- （公爵统治时期（英语：Rule of the Dukes），10年权力空位期）
- 奥塔里（Authari）（584年－590年），克莱夫之子
- 阿吉洛夫（Agilulf）（591年－約616年），奥塔里的兄弟
- 阿达罗尔德（Adaloald）（約616年－約626年）
- 阿里奥德（Arioald）（約626年－636年）
- 罗萨里（Rothari）（636年－652年）
- 罗多瓦尔德（Rodoald）（652年－653年）
- 阿里伯特一世（Aripert I）（653年－661年）
- 珀克塔里特（Perctarit）和戈德珀特（Godepert）（661年－662年）
- 格里摩尔德（英语：Grimoald, King of the Lombards）（Grimoald）（662年－671年）
- 加里博尔德（Garibald）（671年）
- 珀克塔里特（Perctarit）（671年－688年），从流放中复辟
- 阿拉希斯（Alahis）（688–689），反叛者
- 古尼珀特（Cunipert）（688年－700年），680年称国王
- 柳特珀特（Liutpert）（700年－701年）
- 雷金佩特（Raginpert）（701年）
- 阿里伯特二世（Aripert II）（701年－712年）
- 安斯普兰德（Ansprand）（712年）
- 利乌特普兰德（712年－744年）
- 希尔德普兰德（Hildeprand）（744年）
- 拉奇斯（Ratchis）（744年－749年）
- 埃斯托夫（Aistulf）（749年－756年）
- 狄西德里乌斯（756年－774年）
  - 當倫巴底國王入侵教宗的轄區時，教宗哈德良一世向查理曼求援。773年法蘭克人圍困了倫巴底首都，並俘獲了倫巴底國王狄西德里烏斯，結果查理曼兼任法蘭克和倫巴底國王，倫巴底人對義大利的統治自此結束。

## 加洛林王朝的意大利国王头衔
意大利国王是在加洛林王朝时期开始使用的一个头衔。后来拥有这个头衔的人只是名义上声称对整个意大利拥有统治权的人，因为在19世纪之前意大利从未统一过。在大多数情况下，意大利国王的称号由神聖羅馬皇帝兼领。后来德国统治者承认了意大利的分裂，这一称号逐渐消失。意大利国王的王冠是著名的鐵王冠，一般均由教宗在帕维亚为之加冕。
查理曼的第三个儿子丕平，在781年由教宗哈德良一世加冕为意大利国王。他统治在意大利北部，意大利中央成为教宗国。
- 意大利的丕平（781年－810年）
- 義大利的伯納德（810年－818年）
- 洛泰尔一世（818年－839年）
- 路易二世：839年－875年
- 秃头查理：875年－877年
- 卡洛曼：877年－879年
- 胖子查理：879年－888年

## 其它家族统治
- 贝伦加尔一世：888年－924年
- 圭多三世：889年－894年
- 斯波萊托的蘭貝托：894年－898年
- 阿努尔夫：896年－899年
- 路易三世：900年－905年
- 鲁道夫：922年－933年
- 休：924年－947年
- 洛泰尔二世：947年－950年
- 贝伦加尔二世：950年－961年（953年为神圣罗马帝国皇帝奥托一世下属国王）

## 神圣罗马帝國時期
从962年到1806年，意大利王国被纳入神圣罗马帝国，皇帝并兼意大利国王。奥杜因在位期间，他派任一名独立行政官在意大利執政。然而，在腓特烈·巴巴罗萨在位后（1152年－1190年）, 皇家当局在意大利各城邦的势力愈来愈小，皇帝要維持他的统治必须与这些城邦合作。

## 波拿巴王朝
拿破仑战争时期，法国皇帝拿破仑一世在意大利北部建立了一个由法国控制的意大利王国。
- 拿破仑一世：1805年－1814年

拿破仑的儿子拿破仑二世被授予“罗马人国王”的头衔，而实际上并不存在一个“罗马王国”。

## 萨伏依王朝
1861年意大利基本实现统一，在萨丁尼亚王国的主导下意大利王国成立，萨丁尼亚王国国王维托里奥·埃马努埃莱二世被加冕为全意大利的国王。1946年意大利政体公投结果表明意大利总体民意赞成共和制者占过半数、赞成君主制者只占少数，导致意大利王国灭亡、意大利共和国成立。
| 图像 | 徽章 | 名称                    | 生卒日期                       | 统治始于      | 统治终于      |
| ---- | ---- | ----------------------- | ------------------------------ | ------------- | ------------- |
|      |      | 维托里奥·埃马努埃莱二世 | 1820年3月14日－1878年1月9日    | 1861年3月17日 | 1878年1月9日  |
|      |      | 翁贝托一世              | 1844年3月14日－1900年7月29日   | 1878年1月9日  | 1900年7月29日 |
|      |      | 维托里奥·埃马努埃莱三世 | 1869年11月11日－1947年12月28日 | 1900年7月29日 | 1946年5月9日  |
|      |      | 翁贝托二世              | 1904年9月15日－1983年3月18日   | 1946年5月9日  | 1946年6月12日 |

## 1946年意大利王国灭亡后的萨伏伊家族首领
- 翁贝托二世：1946年－1983年
- 維托里奧·埃曼努埃萊王子：1983年-2024年
- 维多利亚公主：萨伏伊家族首领的继承人